# 科雷爾冰原島峰
67°35′S 144°14′E / 67.583°S 144.233°E
科雷爾冰原島峰（英語：Correll Nunatak），是南極洲的冰原島峰，位於喬治五世地，處於奧羅拉峰以南24公里的梅爾茨冰川西部，由澳大利亞探險家率領的探險隊發現，現時由南極條約體系管理。